# Aimable Fouquerel
Aimable Fouquerel, né le 3 juin 1903 à Crouttes, dans l'Orne était un infirmier et un résistant de la Seconde Guerre mondiale membre du Réseau Comète qui permit à des centaines de pilotes alliés de rallier l'Angleterre via la France et l'Espagne. Arrêté en juin 1943, il est condamné à mort et fusillé au Fort du Mont-Valérien, le  28 mars 1944.

## Éléments biographiques
Paul Fouquerel et Laurence Lecerf, les parents d'Aimable Fouquerel sont journaliers dans l'Orne, ils se marient à Crouttes, le 13 octobre 1902. Aimable, l'aîné, naît le 3 juin 1903, la fratrie comptera six enfants. Les premiers naissent à Crouttes et les trois derniers, après 1910, naissent à Neauphe-sur-Dive. La cadette y meurt, âgée de 19 mois, en 1921.
Durant l'entre-deux-guerres, Aimable Fouquerel est le majordome de Lord Dudley dans sa villa au Touquet,. Son employeur meurt en 1932. On le retrouve ensuite à Paris où il est le valet de chambre de Robert Aylé et de son épouse, Germaine Aylé-Leca. Ce dernier le prend sous sa coupe et lui permet de faire des études d'infirmier. Il travaille ensuite à l'hôpital Laennec de Paris et maintient des contacts étroits avec son bienfaiteur qu'il admire.

### Seconde Guerre mondiale
Aimable Fouquerel loue un appartement au cinquième étage du no 10 de la rue Oudinot, juste au-dessus de celui d'Elvire Morelle, membre du Réseau Comète. Étant souvent appelé à travailler de nuit à l'hôpital, il met son appartement à disposition pour y dissimuler des aviateurs alliés en partance pour les Pyrénées via la ligne Comète et, de là, via Bilbao, Madrid et Gibraltar, rejoindre l'Angleterre.
Bientôt, Frédéric De Jongh qui dirige le secteur de Paris et ses deux adjoints, Robert Aylé et Aimable Fouquerel forment un trio inséparable de résistants. Elvire Morelle et Lucienne Laurentie qui habitait au second s'occupaient du ravitaillement et des vêtements civils. Dans les premiers mois, une trentaine d'aviateurs transitent par la rue Oudinot sans que personne n'ait été au courant à l'exception du vieux concierge intrigué par toutes ces allées et venues,.
À partir de la mi-1942, le réseau, infiltré par des V-Mann, va cependant connaître plusieurs vagues d'arrestations mais la ligne est à chaque fois rendue à nouveau opérationnelle.
Au printemps 1943, le chef du secteur de Paris, Frédéric De Jongh habite au no 28 de la rue Vaneau. L'arrestation de ses filles, Suzanne Wittek-De Jongh en juillet 1942 et Andrée en janvier 1943 lui font redoubler son activité et renoncer à toute idée d'une exfiltration vers l'Angleterre pour se mettre à l'abri. Jean-François Nothomb, « Franco », l'adjoint d'Andrée reprend la tête du réseau et ne ménage pas ses efforts pour le rendre au plus vite opérationnel assisté d'Elvire De Greef, la cheffe du réseau Sud, à Anglet. En avril 1943, Robert Aylé présente à Frédéric De Jongh un certain « Jean Masson ». Le 15 mai 1943, pressenti pour être guide international entre Bruxelles et Paris via Lille, Jean Masson doit prendre en charge son premier groupe et quelques jours plus tard, il ramène sept aviateurs à la Gare Montparnasse, acclamé de tous. Quelques jours plus tard, Jean Masson recontacte Frédéric De Jongh à la rue Vaneau pour lui dire de se tenir prêt, avec toutes ses troupes pour le 7 juin en raison du nombre important « de colis » qu'il aurait à livrer. À cette époque, il y avait déjà 40 aviateurs hébergés sur Paris dans des safe houses, il fallait trouver d'autre cache et davantage de ravitaillement. Il est décidé que Frédéric De Jongh, Robert Aylé et sa femme Germaine Aylé-Leca réceptionneront les nouveaux arrivants à la gare de Paris-Nord. Le jour dit, ils sont tous arrêtés sur le quai de la gare et emmenés à la Rue des Saussaies, le siège de la Sipo –SD, à leur arrivée, Jean Masson, tout sourire et triomphant contemple le succès de sa traîtrise.
Lorsque Jean-François Nothomb, « Franco », remonté du Sud se rend à la rue Vaneau, il pense tout d'abord que Frédéric De Jongh est sorti d'autant plus que des faux papiers et un stylo sont sur la table mais son inquiétude augmente lorsqu'il constate une casserole avec de la nourriture avariée. Il rassemble alors les documents, tout l'argent qu'il peut trouver et prend la fuite. Chez les Aylé, au no 37 de la rue de Babylone, les scellés de la Gestapo sont déjà apposés. Il en est de même au no 10 de la Rue Oudinot, chez Aimable Fouquerel.
À partir de ce moment, Aimable Fouquerel partage la destinée de Frédéric De Jongh et de Robert Aylé. Ils connaissent la torture, sont incarcérés à la prison de Fresnes. Le 13 mars 1944, ils sont jugés par le tribunal militaire allemand du Gross-Paris et sont condamnés à mort pour intelligence avec  l'ennemi. Le 28 mars 1944, ils sont conduits à la Forteresse du Mont-Valérien où ils sont fusillés. Aimable Fouquerel est inhumé dans le carré militaire du Cimetière parisien d'Ivry.
Leur délateur, Jacques Desoubrie, condamné à mort pour intelligence avec l'ennemi, est exécuté au fort de Montrouge à Arcueil le 20 décembre 1949.

### Sa lettre d'adieu
Le 28 mars 1944, avant l'aube, il adresse un courrier d'adieu à sa maman et à ses proches.

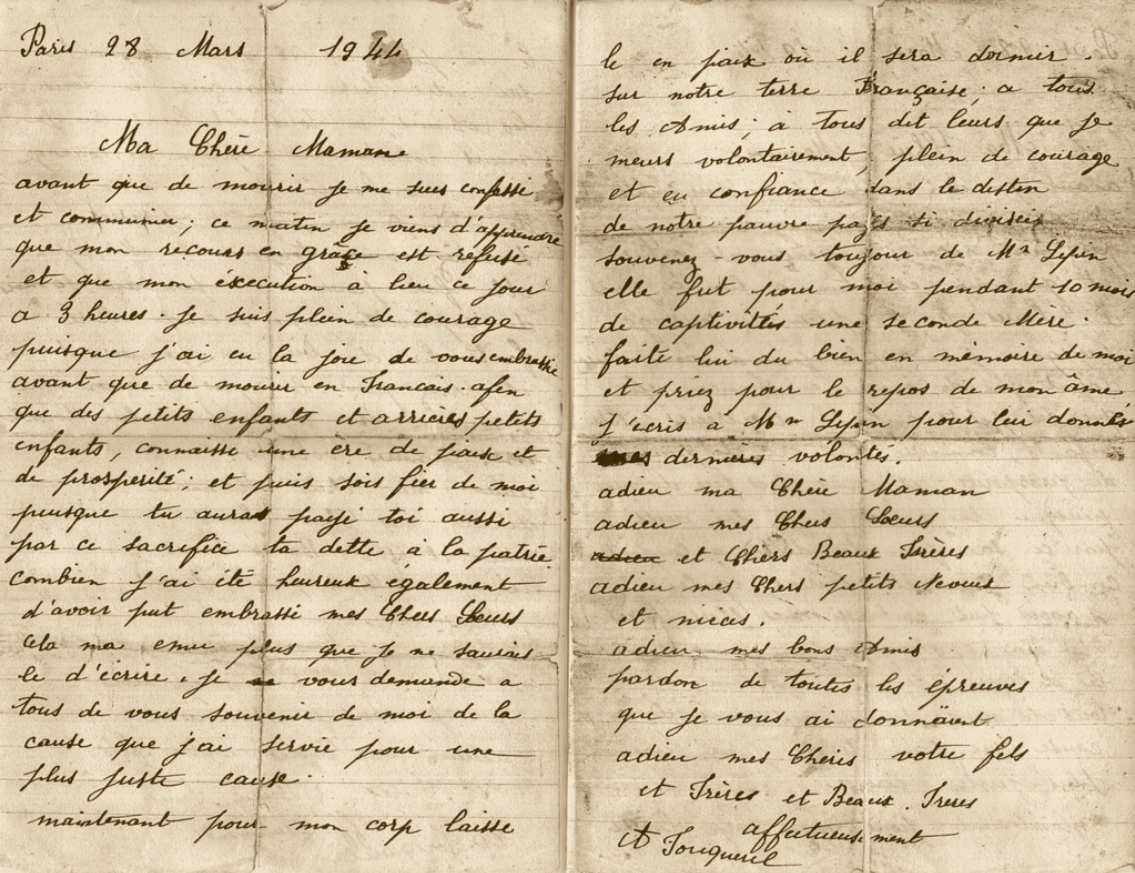
Lettre d'adieu adressée à sa maman datée du jour de son exécution (texte en note).

## Reconnaissances
- Mort pour la France par décret du 13 juin 1947[13].